# Saposhnikovia divaricata
Saposhnikovia divaricata är en växtart i släktet Saposhnikovia och familjen flockblommiga växter. Den beskrevs av Porphir Kiril Nicolai Stepanowitsch Turczaninow som Stenocoelium divaricatum, och fick sitt nu gällande namn av Boris Sjisjkin 1951.
Arten är en perenn ört som förekommer från Kazakstan och södra Sibirien till Mongoliet, norra Kina och Koreahalvön.